# ノースアメリカン NAC-60
ノースアメリカン NAC-60
- 用途：超音速輸送機
- 設計者：ノースアメリカン アメリカ合衆国
- 製造者：
- 運用状況：キャンセル

ノースアメリカン NAC-60（英語: North American NAC-60）は、アメリカ初の超音速輸送機（SST）プロジェクトであった。
1960年代、英仏共同のコンコルドとソ連のツポレフ Tu-144が進行する中、アメリカのSSTを建造するための政府資金による設計コンペで開発が行われた。しかし、この設計はアメリカのSSTレースの期待よりも遅く、小さいという理由で却下された。ロッキードやボーイングの設計が支持されたため、さらなる研究を進めることが可能になった。

## 設計・開発
いくつかの点で、NAC-60はノースアメリカンの試作爆撃機であるXB-70 ヴァルキリーのスケールアップされたバリエーションでもあった。
XB-70と同様に、NAC-60の設計には水平尾翼は装備されていなかったが、機首にカナードを装備し低速での方向安定性を向上させる設計であった(競合機であるコンコルドは亜音速・超音速飛行の両方に対応した翼を持った設計で、カナードは不要であった）。また、B-70のようなツインテール（双尾翼）ではなく、垂直尾翼は1枚である。また、このSSTはXB-70に比べて胴体のテーパーが少なく、主翼も複合翼であった。

## 仕様
Flight Internationalのデータ

### 一般的な特徴
- 乗務員:最大4人の運航乗務員
- 乗客:187人
- ペイロード:35,000 lb (15,876 kg)
- 全長:59 m (193 ft 7 in)
- 翼幅:37 m (121 ft 5 in)
- 全高:14.6 m (47 ft 11 in)
- 最大離陸重量:220,000キログラム (490,000 lb)
- エンジン:アフターバーナー付ターボジェットエンジン x 4

### パフォーマンス
- 最高速度:2,820キロメートル毎時 (1,750 mph)
- 最高速度:マッハ2.65
- 航続距離:6,500キロメートル (4,000 mi)